# Ács
Ács – miasto w północno-wschodnich Węgrzech, w komitacie Komárom-Esztergom, w powiecie Komárom; centrum administracyjne gminy miejskiej (város). Leży w europejskim regionie statystycznym (NUTS) środkowy kraj zadunajski (węg. Közép-Dunántúl). Na początku 2015 liczyło 6771 mieszkańców.

## Geografia
Ács leży na Małej Nizinie Węgierskiej 3 km na południe od Dunaju, przez który w tym miejscu przebiega granica ze Słowacją, 8 km na południowy zachód od Komárom. Ponadto miasto graniczy na zachodzie z komitatem Győr-Moson-Sopron. Średnia wysokość wynosi 122 m n.p.m. 
Przez południowy kraniec miejscowości przebiega droga krajowa nr 1, biegnąca z Komárom do położonego na zachód Győr, zaś na południe od miasta autostrada M1. Drogi niższej kategorii łączą Ács z leżącymi na południu Nagyigmánd (12 km) i Bábolną (11 km). W mieście znajduje się stacja kolejowa na linii Budapest–Hegyeshalom–Rajka. 

## Historia
W pobliżu Ács znajdowały się dwa obozy rzymskich legionistów z czasów Trajana. W ich sąsiedztwie rozwinęła się osada cywilna. 
Dzisiejsza miejscowość powstała w okresie dynastii Arpadów. Pierwsza wzmianka o ówczesnej wsi pochodzi z 1138. Nazwa Ács w języku węgierskim oznacza cieślę. 
Wojska osmańskie dwukrotnie niszczyły Ács: w 1540 i 1639. W 1590 wieś zamieszkiwały tylko cztery rodziny. W XVII-XVIII wieku zaczęli się tu osiedlać niemieccy i węgierscy protestanci. Według spisu z 1784-1787 we wsi mieszkało 2895 osób. W 1848 ludność Ács liczyła 3800 osób, w tym 1128 katolików, 2435 protestantów oraz 287 Żydów.
2 lipca 1849 podczas powstania węgierskiego w okolicach wsi Węgrzy pod dowództwem Artúra Görgeya stoczyli bitwę z wojskami austriackimi Juliusa Jacoba von Haynau. Przegrane dla powstańców starcie było jedną z bitew pod Komárom w okresie tego zrywu narodowowyzwoleńczego. W wyniku walk spaliło się wiele domów w Ács.
W czasie II wojny światowej miejscowi Żydzi zostali wywiezieni do obozów koncentracyjnych (czerwiec 1944). 
Po wojnie w Ács przeprowadzono kolektywizację. Tutejsza spółdzielnia rolna była nastawiona na uprawę buraków cukrowych oraz lnu i konopi. W miejscowości działała cukrownia, gorzelnia i młyn. 
1 lipca 2007 osada otrzymała status miasta.

## Demografia
Liczba ludności Ács w ostatnich latach systematycznie spada:
- 2004 – 7 260
- 2010 – 7 005[4]
- 2011 – 6 947
- 2015 – 6 771[3]

Oprócz Węgrów niewielką mniejszość wśród mieszkańców stanowią Romowie (ok. 1%).
Pod względem wyznaniowym dominują rzymscy katolicy i kalwini. W 2011 spośród 6875 mieszkańców przynależność do katolicyzmu deklarowało 2499 (36,3%): 2485 w obrządku łacińskim, a 13 w greckokatolickim. Kalwinizm wskazało 1531 (22,3%), a luteranizm 41 (0,6%). Przynależność do innych związków religijnych deklarowały 54 osoby (0,8%), brak przynależności do określonego wyznania 899 (13,1%), a ateizm 47 (0,7%). Odpowiedzi nie udzieliły 1802 (26,2%). Dziesięć lat wcześniej odnotowano 52% rzymskich katolików, 0,4% grekokatolików, 30,8% kalwinów, 0,8% luteran.

## Miasta partnerskie
- Bois-Bernard[6]
- Steinau
- Tălişoara[6]
- Zlatná na Ostrove[6]